# Sine Language
«Sine Language» (в пер. с англ. Язык синуса) — композиция, записанная электронным музыкальным дуэтом The Crystal Method совместно с группой LMFAO. Трек был издан в составе четвёртого студийного альбома The Crystal Method Divided by Night, а также был выпущен как последний сингл с этой пластинки 16 ноября 2010 года лейблами Tiny E Records и Black Hole Recordings.

## Список композиций
1. Sine Language (Single Edit) — 6:16
2. Sine Language (Richard Vission Solmatic Remix) — 5:53
3. Sine Language (Future Funk Squad Remix) — 6:11
4. Sine Language (Moonbeam Remix) — 6:38
5. Sine Language (Datsik Remix) — 6:27
6. Sine Language (Metasyn Remix) — 4:44
7. Sine Language (Omega Remix) — 4:02
8. Sine Language (Dylan Holshausen Remix) — 6:03
9. Sine Language (Von UKUF’s JALV Party Remix) — 4:13
10. Sine Language (Dunugoz vs Tha Roofas Breakz Remix) — 4:45

## Участники записи
The Crystal Method
- Скотт Киркленд — синтезатор, программинг, продюсирование
- Кен Джордан — синтезатор, программинг, продюсирование

LMFAO
- Стэфан Горди — вокал
- Скайлер Горди — вокал

## Дополнительные факты
- Композиция «Sine Language» была использована в саундтреке к компьютерной игре Need for Speed: Nitro[3].